# سان پیترو این لاما
سان پیترو این لاما (به ایتالیایی: San Pietro in Lama) یک کومونه در ایتالیا است که در استان لچه واقع شده‌است. سان پیترو این لاما ۷ کیلومتر مربع مساحت و ۳٬۶۲۸ نفر جمعیت دارد و ۴۳ متر بالاتر از سطح دریا واقع شده‌است.